# Piscine Roger-Le-Gall
La piscine Roger-Le-Gall ou piscine Carnot est un complexe aquatique situé boulevard Carnot, entre la porte de Saint-Mandé et la porte de Montempoivre, dans le 12e arrondissement de Paris. Œuvre de l'architecte Roger Taillibert, elle présente depuis son ouverture en avril 1967, la particularité d'avoir un toit amovible baché.

## Historique
La décision de créer une piscine avec un bassin olympique dans l'Est parisien est le fruit d'un accord en 1966 entre le président du Club des nageurs de Paris, Roger Le Gall, et le secrétaire d'État à la jeunesse et aux sports, Maurice Herzog, afin de combler le déficit français en équipements sportifs et de loisir à la fin des années 1960. En conséquence, l'État décide de financer quatre projets pilotes de piscines utilisant des structures mobiles et légères, techniquement expérimentales, afin de préparer à terme l'opération « Mille piscines » qui doit être lancée en 1971.

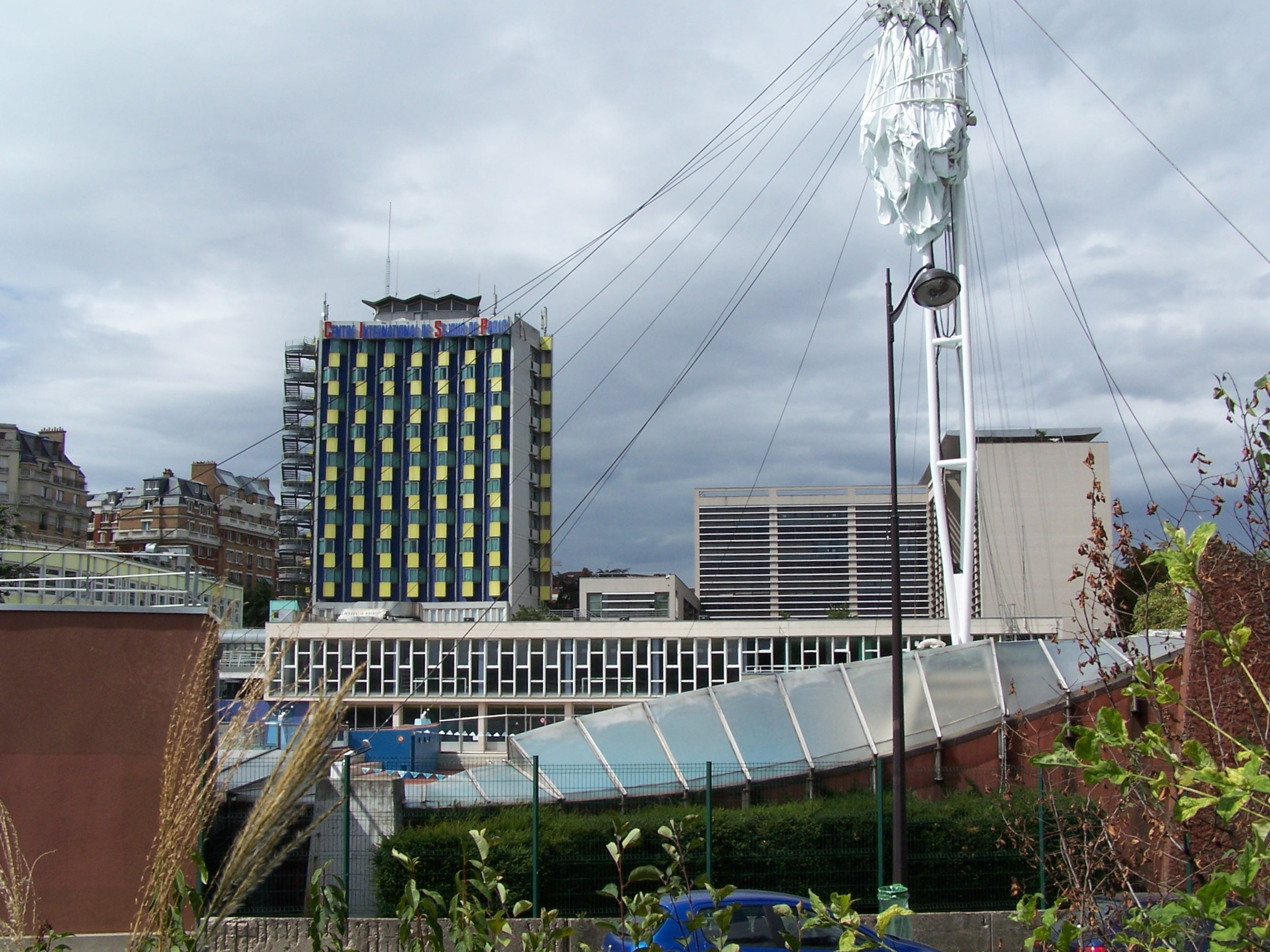
Le Centre international de séjour de Paris et la piscine au premier plan.

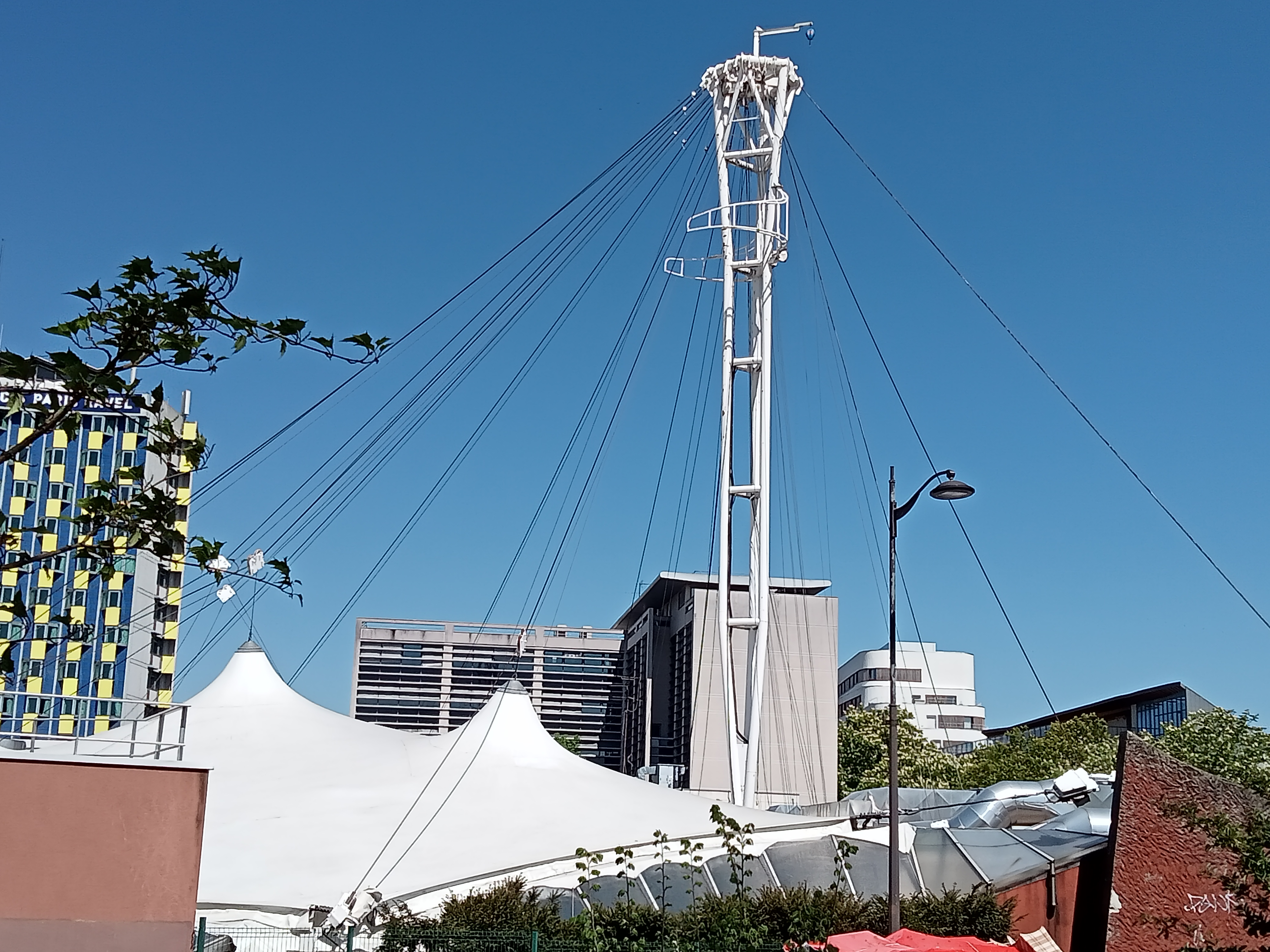
Le mât de la piscine couverte du velum.

Construite entre 1966 et 1967 sur les plans de l'architecte Roger Taillibert,, la piscine Carnot présente la particularité de posséder un toit amovible sous la forme d'un chapiteau baché (un velum en toile Trevira enduite de PCV mis au point avec l'ingénieur allemand Frei Otto) fixé par des haubans à un mât central déporté de 27 m de hauteur placé sur le bâtiment d'accueil, réalisé avec l'aide de l'ingénieur Stéphane du Château. La structure recouvre une surface de 1 800 m2. La piscine Carnot est une réelle innovation technique pour l'époque et un travail séminal pour Roger Taillibert qui constitue l'une de ses premières commandes publiques (de nombreuses piscines sur ce type lui seront par la suite commandées en France) avant de devenir l'architecte de renom du nouveau Parc des Princes (1972) et du stade Olympique de Montréal (1976) notamment. Elle est réalisée en même temps que le Centre international de séjour de Paris (CISP) – fonctionnant sur le principe de l'auberge de jeunesse – et le boulevard périphérique entre lesquels elle se situe. 
L'inauguration de la piscine Carnot a lieu en avril 1967. À la mort de Roger Le Gall, elle prend son nom en hommage. 
Jusqu'en 2012, la gestion du complexe nautique est confiée par la Ville de Paris au Club des nageurs de Paris, résident du site depuis sa création. À cette date, la mairie décide dans le cadre d'une délégation de service public (DSP) de la transférer à l'UCPA qui gère, depuis 2008, la piscine Keller après sa rénovation,.
Dans le cadre du plan de rénovation des piscines parisiennes – intitulé « Nager à Paris » et budgetisé à hauteur de 150 millions d'euros – initié en 2015 par la mairie de Paris, la piscine Roger-Le-Gall pourrait voir son système de chauffage de l'eau de ses bassins assuré par la châleur produite par les serveurs d'un data center, comme c'est le cas pour la piscine de la Butte-aux-Cailles. Entre 2019 et 2021, plusieurs équipements de la piscine ont été rénovés par tranches.

## Club des nageurs de Paris

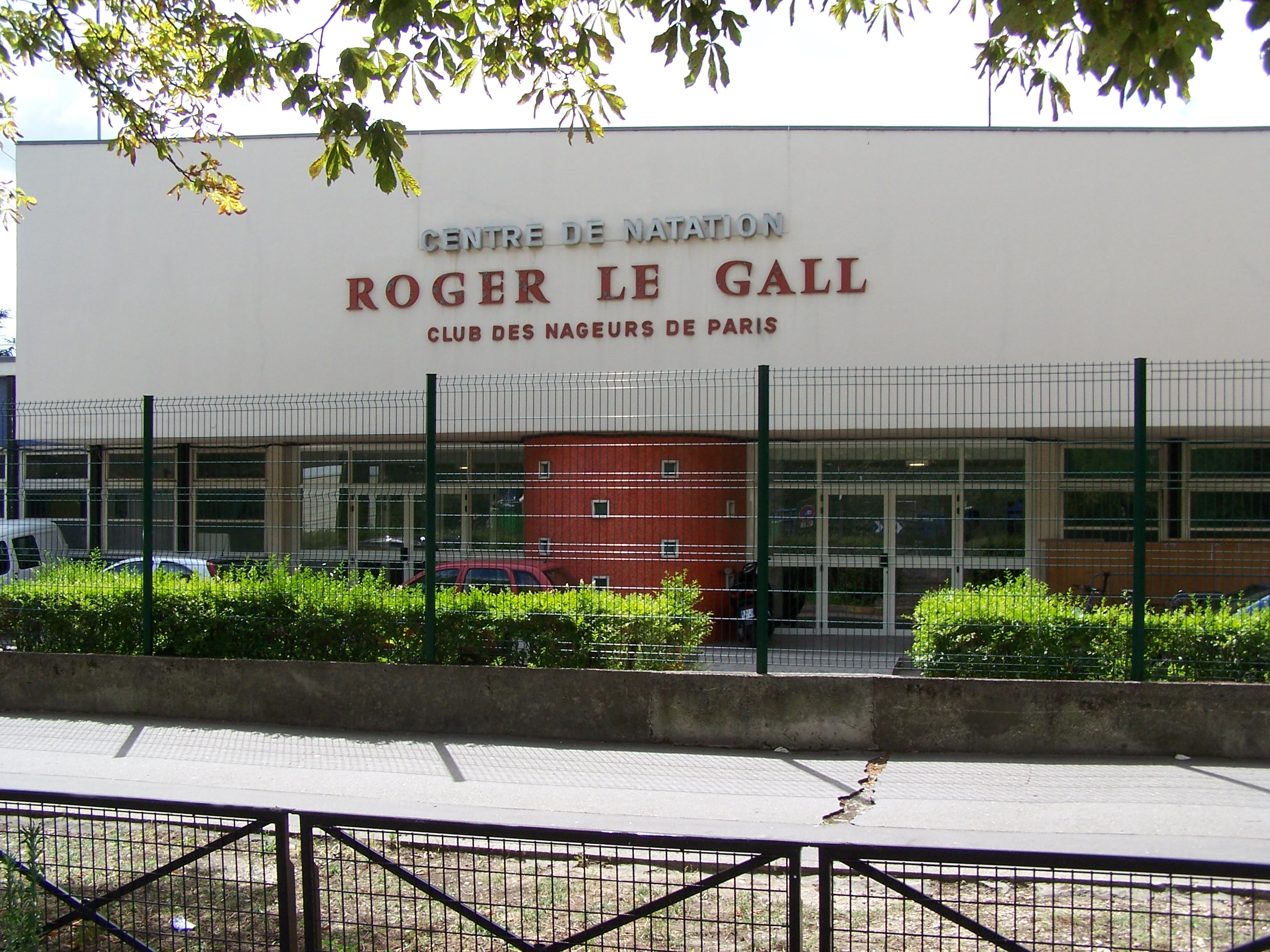
Entrée du Club des nageurs de Paris.

Le complexe nautique Roger-Le-Gall abrite dès sa création, en 1967, le Club des nageurs de Paris (CNP) fondé en 1905 sous le statut d'association loi de 1901. Le CNP défend la pratique de la natation, du loisir à la compétition, mais n'accueille cependant pas de nageur professionnel. C'est le seul club de natation parisien auquel a été attribué le label « Club formateur » par la Fédération française de natation (FFN). Outre la section natation, le CNP accueille depuis les années 2000 une section triathlon qui s'entraine dans la piscine pour la partie natation. L'école de triathlon est labelisée « 2 étoiles »[réf. nécessaire].
Les membres du CNP nagent principalement dans le deuxième bassin de 12,5 × 25 m qui leur est réservé, ainsi qu'aux groupes scolaires en journée de la semaine.
Chaque année depuis 2015, le CNP organise dans la piscine Roger-Le-Gall deux manifestations sportives : le « meeting Georges-Pecheraud », une compétition labélisée par la FFN et l'Aquathlon de Paris, une compétition intégrant chaque année le challenge régional des jeunes d'Île-de-France.

## Créneaux naturistes
Depuis le début des années 2000, la piscine organise des créneaux pour les pratiquants du naturisme – cependant très majoritairement de la communauté gay – sous l'impulsion de l'Association des naturistes de Paris,,. La piscine est alors ouverte trois soirs par semaine (durant les deux dernières heures des lundis, mercredis et vendredis soir) aux seuls porteurs de bonnets de bain.
En octobre 2019, la piscine Roger-Le-Gall a accueilli la 48e édition du Gala international de natation naturiste regroupant trois cents athlètes de seize fédérations internationales. Cela a constitué la toute première compétition sportive de la sorte à Paris.

## Équipements

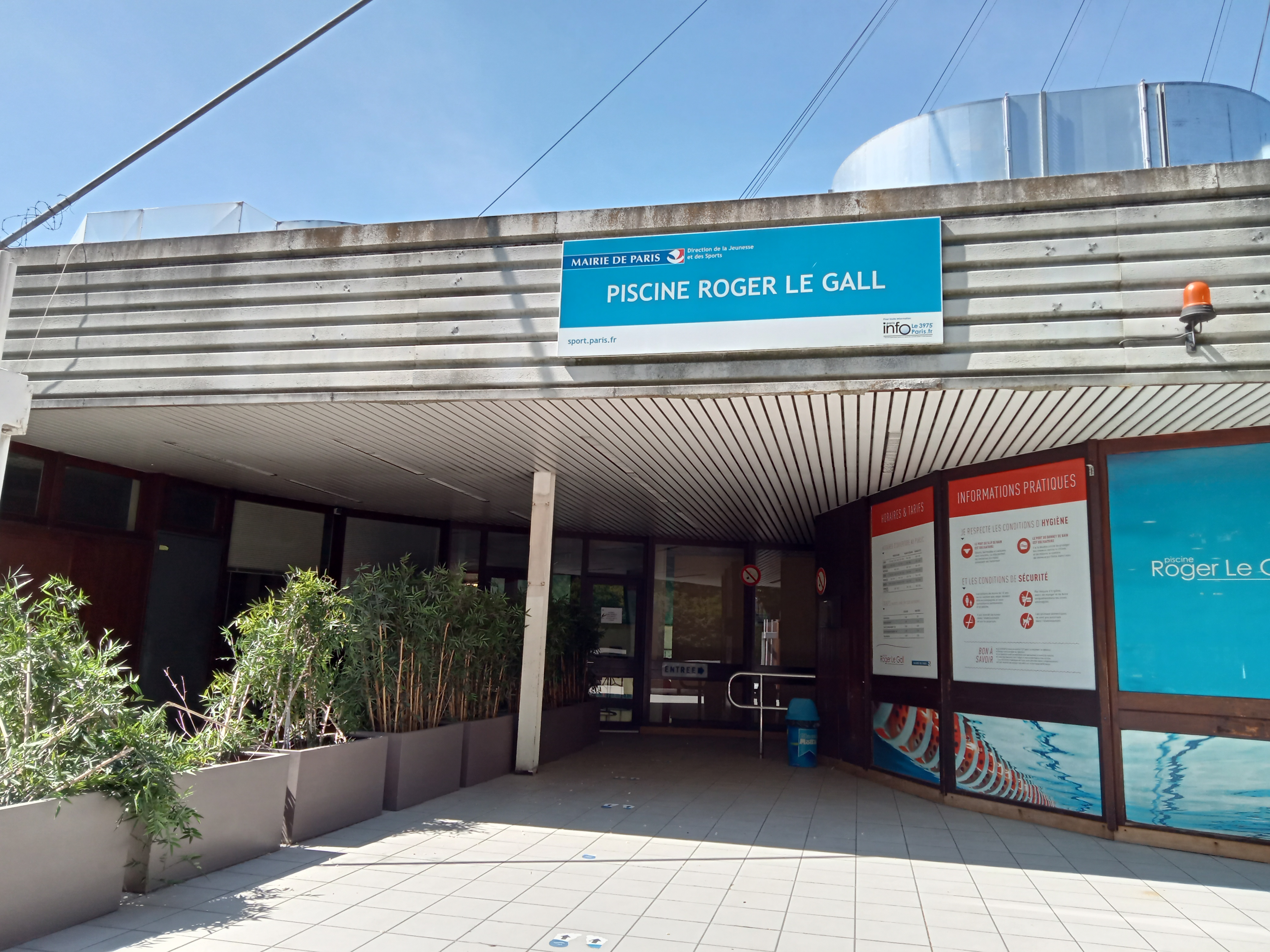
Entrée de la piscine au no 34 du boulevard Carnot.

La piscine Roger-Le-Gall a une capacité maximale de 1 000 personnes simultanément. Les principales installations du centre nautique sont :
- Bassin 1 : 15 × 50 m, profondeur 0,80 à 2 m, six lignes d'eau, découvrable
- Bassin 2 : 12,5 × 25 m, profondeur 0,90 à 3 m, cinq lignes d'eau, toujours couvert
- Bassin circulaire extérieur pour bébés, non couvert
- Solarium avec pelouse
- Salle de sports
- Historiquement, il existait un plongeoir désormais supprimé, dans un bassin annexe avec une fosse à l'extérieur.

Avec ses 1 000 m2 de plan d'eau au total, la piscine Roger-Le-Gall est l'une des cinq plus importantes de Paris (sur 39), et avec 300 000 baigneurs par an la quatrième en termes de fréquentation.

## Accès
Située au no 34, boulevard Carnot près de la porte de Montempoivre, la piscine Roger-Le-Gall est desservie par la ligne 3a du tramway d'Île-de-France à la station Montempoivre. La station de métro la plus proche est Porte-Dorée sur la ligne 8.